# Макки, Бен
Макки Бенджамин Артур (7 апреля 1985 года, Форествилл, Калифорния) — американский музыкант, басист инди-рок-группы Imagine Dragons.
Бен начал заниматься музыкой ещё в школе и решил связать с ней всю свою жизнь. В средней школе Бен играл в джазовом ансамбле. Это подтолкнуло его к решению поступить в Музыкальный колледж Беркли. В итоге, он поступил в Музыкальный колледж Беркли. Там Макки познакомился с Уэйном Сермоном, который позже позвал его присоединиться к Imagine Dragons. С 2009 года и по сей день он играет в группе на бас-гитаре и участвует в записи всех альбомов и синглов Imagine Dragons. Из-за участия в группе и переезда в Лас-Вегас колледж Бен так и не окончил. Он бросил учёбу на последнем семестре.

## Награды
- Орден «За заслуги» III степени (23 августа 2022 года, Украина) — за значительные личные заслуги в укреплении межгосударственного сотрудничества, поддержку государственного суверенитета и территориальной целостности Украины, весомый вклад в популяризацию Украинского государства в мире[2].